# Charles Robinson (scheidsrechter)
Charles Shane Robinson (Charlotte (North Carolina), 2 juli 1964) is een Amerikaans professioneel worstelscheidsrechter die werkt voor World Wrestling Entertainment (WWE).